# له سوز
له سوز، روستایی از توابع بخش مرکزی شهرستان نی‌ریز در استان فارس ایران است.

## جمعیت
این روستا در دهستان هرگان قرار دارد و براساس سرشماری مرکز آمار ایران در سال ۱۳۸۵، جمعیت آن زیر سه خانوار بوده‌است.